# René Paul
Ronald René Charles Paul (ur. 20 stycznia 1921 w Paddington, zm. 16 czerwca 2008 w Londynie) – brytyjski szermierz, brązowy medalista mistrzostw świata.
Podczas mistrzostw świata w Rzymie w 1955 roku reprezentacja Wielkiej Brytanii w składzie: Harry Cooke, Bill Hoskyns, Allan Jay, René Paul i Osmund Reynolds zdobyła brązowy medal w turnieju drużynowym floretu. Był to jego jedyny medal wywalczony w zawodach tego cyklu.
Na igrzyskach olimpijskich w Londynie w 1948 roku zajął piąte miejsce we florecie drużynowym, a indywidualnie dotarł do ćwierćfinałów. Na rozgrywanych cztery lata później igrzyskach olimpijskich w Helsinkach w drużynie Brytyjczycy odpadli w ćwierćfinałach, a w turnieju indywidualnym Paul odpadł w półfinałach. Startował tam także w szpadzie, drużynowo odpadając w ćwierćfinałach, a indywidualnie w pierwszej rundzie. Następnie wystartował na igrzyskach olimpijskich w Melbourne w 1956 roku, gdzie w turnieju indywidualnym florecistów dotarł do półfinałów, a drużynowo był piąty. Był tam też czwarty w szpadzie drużynowej. Brał również udział w igrzyskach olimpijskich w Rzymie w 1960 roku, ponownie zajmując piąte miejsce we florecie drużynowym.
Był indywidualnym mistrzem kraju we florecie w latach 1947, 1949, 1950, 1956 i 1962.
Wielokrotnie zdobywał medale igrzysk Imperium Brytyjskiego i Wspólnoty Brytyjskiej, w tym złoto we florecie indywidualnym i drużynowym oraz srebro w szpadzie drużynowej na IIBiWB w Auckland (1950), złoto we florecie indywidualnym, drużynowym i szpadzie drużynowej oraz srebro w szpadzie indywidualnej na IIBiWB w Vancouver (1954), złoto we florecie drużynowym i brąz we florecie indywidualnym na IIBiWB w Cardiff (1958) oraz złoto we florecie drużynowym na IIBiWB w Perth (1962).
Jego brat, Raymond, synowie, Graham i Barry, oraz bratanek, Steven również uprawiali szermierkę. Jego szwagierka, June Foulds, była sprinterką.